# Memoriał Ondreja Nepeli 2014
Memoriał Ondreja Nepeli 2014 – czwarte zawody łyżwiarstwa figurowego z cyklu Challenger Series 2014/2015. Zawody rozgrywano od 1 do 5 października 2014 roku w hali Zimný štadión Ondreja Nepelu w Bratysławie.
W konkurencji solistów zwyciężył Amerykanin Stephen Carriere, zaś wśród solistek Włoszka Roberta Rodeghiero. W parach tanecznych złoty medal zdobyli Amerykanie Maia Shibutani i Alex Shibutani. Konkurencja par sportowych została odwołana z powodu wycofania się zgłoszonych par.

## Wyniki

### Soliści
| Poz. | Zawodnik         | Nota łączna | SP  | SP    | FS  | FS     |
| ---- | ---------------- | ----------- | --- | ----- | --- | ------ |
| 1    | Stephen Carriere | 219,76      | 2   | 71,18 | 1   | 148,58 |
| 2    | Kim Jin-seo      | 207,34      | 1   | 71,44 | 3   | 135,90 |
| 3    | Gordiej Gorszkow | 206,55      | 3   | 67,70 | 2   | 138,85 |
| 4    | Kristof Forgo    | 146,93      | 4   | 48,90 | 4   | 98,03  |
| 5    | Jack Newberry    | 133,37      | 5   | 46,43 | 5   | 86,94  |
| 6    | Marco Klepoch    | 119,84      | 6   | 44,74 | 6   | 75,10  |
| 7    | Jakub Kršňák     | 110,64      | 7   | 38,90 | 7   | 71,74  |
| WD   | Albert Mück      | DNS         | DNS | DNS   | DNS | DNS    |

### Solistki
| Poz. | Zawodniczka          | Nota łączna | SP | SP    | FS | FS     |
| ---- | -------------------- | ----------- | -- | ----- | -- | ------ |
| 1    | Roberta Rodeghiero   | 150,83      | 6  | 47,53 | 1  | 103,30 |
| 2    | Joshi Helgesson      | 150,05      | 1  | 59,51 | 3  | 90,54  |
| 3    | Ashley Cain          | 142,95      | 2  | 54,05 | 5  | 88,90  |
| 4    | Viktoria Helgesson   | 135,73      | 3  | 49,85 | 6  | 85,88  |
| 5    | Haruka Imai          | 135,15      | 11 | 41,90 | 2  | 93,25  |
| 6    | Eliška Březinová     | 134,55      | 10 | 44,13 | 4  | 90,42  |
| 7    | Nathalie Weinzierl   | 132,11      | 4  | 49,40 | 8  | 82,71  |
| 8    | Kerstin Frank        | 131,11      | 5  | 48,65 | 9  | 82,46  |
| 9    | Kim Hae-jin          | 128,88      | 7  | 46,09 | 7  | 82,79  |
| 10   | Bronislava Dobiášová | 124,42      | 8  | 45,89 | 10 | 78,53  |
| 11   | Jelizawieta Ukołowa  | 113,14      | 12 | 40,61 | 11 | 72,53  |
| 12   | Anna Knyczenkowa     | 111,99      | 9  | 45,62 | 12 | 66,37  |
| 13   | Inga Janulevičiūtė   | 101,89      | 13 | 36,24 | 13 | 65,65  |
| 14   | Alexandra Kunová     | 94,94       | 14 | 32,97 | 14 | 61,97  |
| 15   | Christina Grill      | 82,76       | 15 | 26,11 | 15 | 56,65  |
| 16   | Sabrina Schulz       | 81,09       | 16 | 25,16 | 16 | 55,93  |

### Pary taneczne
| Poz. | Zawodnicy                          | Nota łączna | SD | SD    | FD | FD     |
| ---- | ---------------------------------- | ----------- | -- | ----- | -- | ------ |
| 1    | Maia Shibutani / Alex Shibutani    | 162,98      | 1  | 62,72 | 1  | 100,26 |
| 2    | Charlène Guignard / Marco Fabbri   | 143,94      | 2  | 58,14 | 2  | 85,80  |
| 3    | Federica Testa / Lukáš Csölley     | 127,22      | 3  | 52,52 | 3  | 74,70  |
| 4    | Olivia Smart / Joseph Buckland     | 115,46      | 4  | 48,60 | 4  | 66,86  |
| 5    | Barbora Silná / Juri Kurakin       | 108,76      | 5  | 44,88 | 7  | 63,88  |
| 6    | Misato Komatsubara / Andrea Fabbri | 108,48      | 6  | 42,98 | 5  | 65,50  |
| 7    | Lolita Jermak / Aleksiej Szumski   | 105,30      | 7  | 39,88 | 6  | 65,42  |
| 8    | Çağla Demirsal / Berk Akalın       | 79,10       | 8  | 28,56 | 8  | 50,54  |